# نرگس تپه سی
نرگس تپه سی مربوط به دوره اشکانیان است و در ۵۰۰ متری بیله‌سوار واقع شده و این اثر در تاریخ ۷ خرداد ۱۳۸۷ با شمارهٔ ثبت ۲۲۹۳۲ به‌عنوان یکی از آثار ملی ایران به ثبت رسیده است.